# Historyczne pojazdy Komunikacji Miejskiej w Krakowie

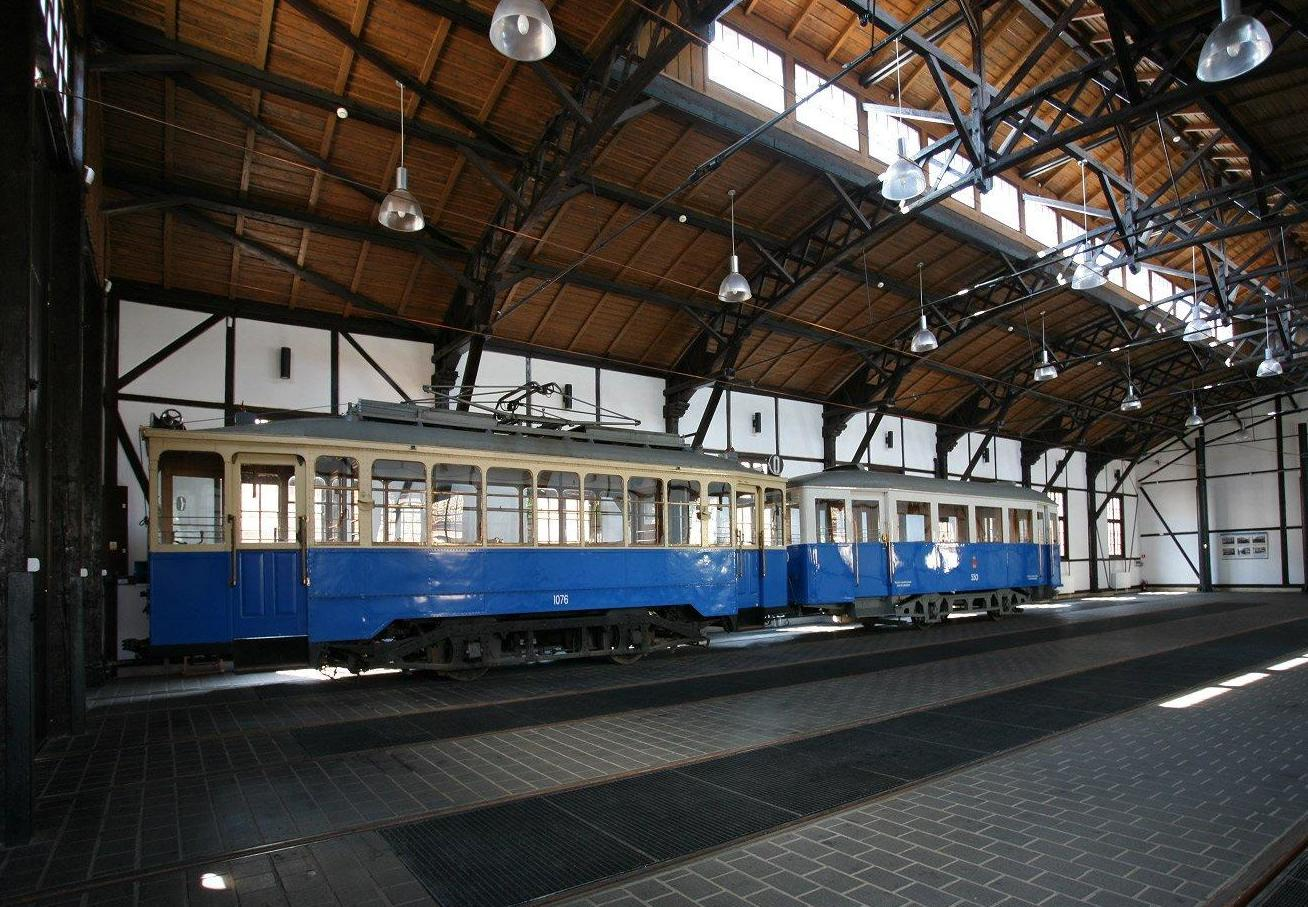
Skład tramwajów LH Standard oraz Sanok PN2 we wnętrzu Muzeum Inżynierii Miejskiej.

Historyczne pojazdy komunikacji miejskiej w Krakowie – zbiór zabytkowych tramwajów, autobusów oraz pojazdów zaplecza technicznego, które służyły dawniej w obsłudze komunikacji miejskiej w Krakowie. Obejmuje ona pojazdy posiadane przez MPK S.A. w Krakowie oraz Muzeum Inżynierii Miejskiej.

## Historia

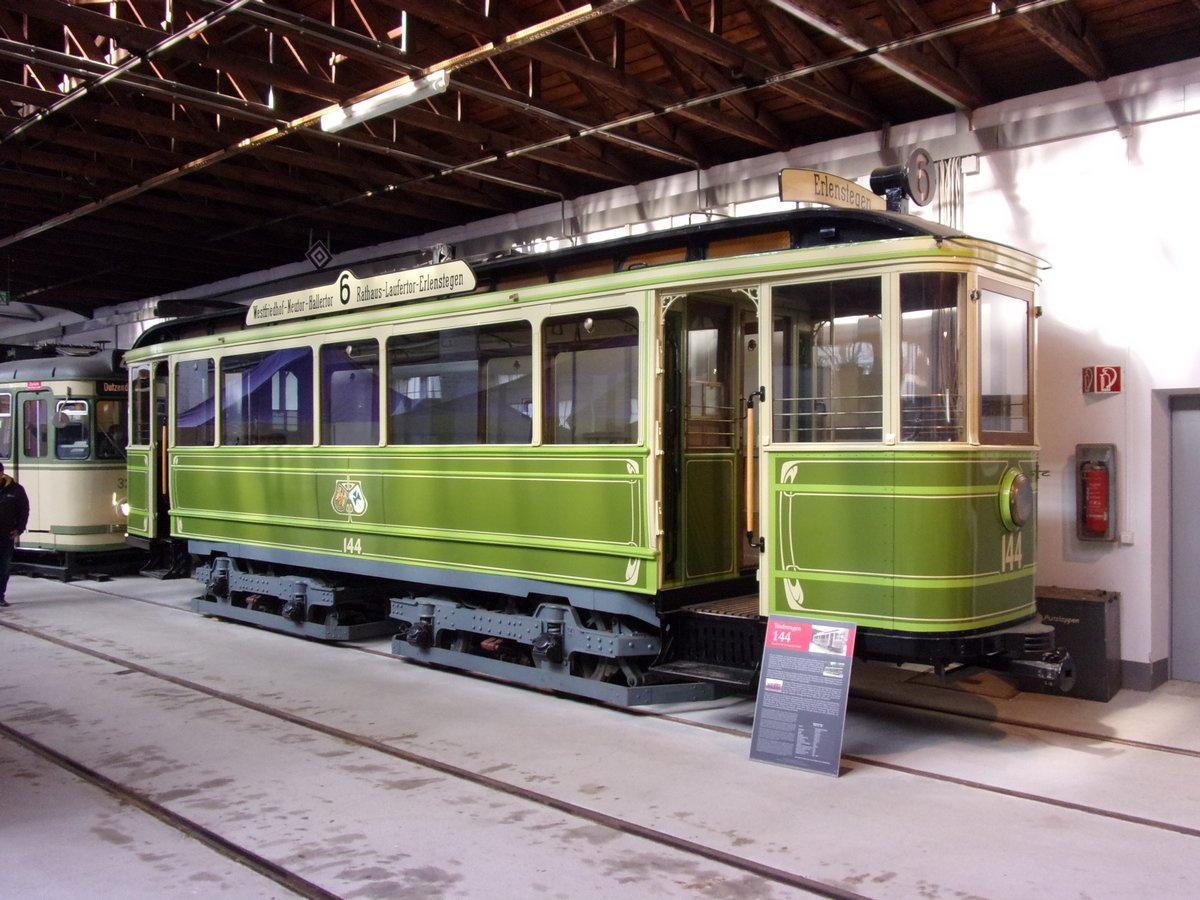
MAN Tw (SN3) wyremontowany w Krakowie dla przewoźnika w Norymberdze.

Pierwsze starania o stworzenie kolekcji zabytkowych pojazdów komunikacji miejskiej w Krakowie miały miejsce na początku lat 50., kiedy odrestaurowano wagon tramwaju konnego. Niestety, przez kilka kolejnych dekad archiwizowanie zarówno dokumentów, jak i zachowywanie starych pojazdów jako obiekty muzealne było uważane za niepotrzebne, przez co wiele unikalnych obiektów zostało zniszczonych. W latach 80. nastąpiły zmiany w tej materii, częściowo zapoczątkowane poprzez remont i sprzedaż do Norymbergi ostatniego w pełni zachowanego wagonu SN3 na cele muzealne. Od tamtego momentu nastąpiła inwentaryzacja oraz archiwizowanie zachowanych dokumentów, a także powstały plany utworzenia kolekcji zabytkowych pojazdów nie tylko z Krakowa, ale i z całej Polski. W związku z tym, sprowadzono przeznaczone do kasacji wagony z Wrocławia, Warszawy, Gdańska i Poznania. Rozpoczęto też odzyskiwanie wagonów krakowskich, które przetrwały na torach odstawczych zajezdni oraz na terenie ogródków działkowych i ośrodków wypoczynkowych. Od lat 90., w miarę możliwości finansowych, kolekcja jest stale rozbudowywana i kolejne pojazdy są włączane do ruchu, a także są sprowadzane kolejne tramwaje i autobusy do odbudowy.

## Tabor czynny
Tabor czynny, obejmujący tramwaje oraz autobusy jest wykorzystywany do przejazdów okolicznościowych, wynajmów, imprez oraz organizowania Krakowskiej Linii Muzealnej.

### Tramwaje
| Zdjęcie | Typ            | Numery taborowe | Rok produkcji/ modernizacji | Rok wycofania | Rok odbudowy | Uwagi i przypisy |
| ------- | -------------- | --------------- | --------------------------- | ------------- | ------------ | --- |
|         | Sanok SN1      | 37              | 1912                        | 1960          | 1995         | Odbudowany na podstawie części z trzech zachowanych egzemplarzy. |
| –       | MAN PN3        | 555             | 1908                        | b.d.          | 2008         | Odrestaurowana niemalże od podstaw w 2008 roku. W Krakowie tramwaje eksploatowane od 1941 roku. |
|         | Lindner SN4    | 151             | 1910                        | 1959          | 2016         | Pierwotnie wóz używany sporadycznie w ruchu pasażerskim, sprowadzony do Krakowa w 1941 roku. |
|         | LH Standard    | 1076            | 1925                        | 1984          | 2006         | Wagon sprowadzony sprawny z Wrocławia w 1984 roku na potrzeby filmu, a także zasilenia zbiorów muzealnych. |
|         | DWF Tw269      | 272             | 1930                        | 1959          | 2017         | Tramwaj z Gdańska, sprowadzony w 1984 do Krakowa na potrzeby zasilenia zbiorów muzealnych. Stylizowany na końcowy okres eksploatacji. |
|         | Sanok SN2      | 87              | 1939                        | 1971          | 1991         | Po odstawieniu wagon służył jako pług. Wóz przywrócony do stanu zbliżonego do oryginalnego. |
| –       | Sanok PN2      | 530             | 1938                        | 1975          | 1992         | Wóz przywrócony do stanu zbliżonego do oryginalnego. |
|         | Sanok PN2      | 524             | 1938                        | 1975          | 2008         | Doczepka doprowadzona do wyglądu z późniejszych lat eksploatacji. |
|         | WIwK K         | 437             | 1941                        | 1969          | 2019         | Wagon w latach 1969-2017 pełnił rolę pługa. Odkupiony latem 2017 przez MPK S.A. w Krakowie celem odbudowy na wagon historyczny. Wagon odremontowany według prawdopodobnego stanu, jaki te wagony by prezentowały fabrycznie po dostawie, gdyby nie wybuch II Wojny Światowej. |
|         | Konstal N      | 26              | 1954                        | bB.d.         | 1992         | Wagon użyty podczas remontu został kupiony od WPK Katowice w 1989 roku. W latach 1992–2006 tramwaj znajdował się w muzeum tramwajów w Norymberdze. Doprowadzony jest do wyglądu z pierwszych lat eksploatacji.                                                                |
|         | Konstal ND     | 538             | 1952                        | b.d.          | 1992         | Wóz zrekonstruowany do pary z tramwajem N #26. Prezentuje stan z pierwszych lat eksploatacji w Krakowie. |
|         | Konstal N      | 20              | 1954                        | 1988          | 2001         | Doprowadzony do wyglądu z okresu modernizacji przeprowadzanych w latach 70. |
| -       | Konstal ND     | 511             | 1952                        | b.d.          | 2012         | Doczepa w stanie przedstawiającym modernizacje prowadzone w latach 70. XX w. Wóz zrekonstruowany na bazie wozu silnikowego. |
| -       | Konstal 4ND    | 573             | 1960                        | 1983          | 2018         | Tramwaj odbudowany na bazie oryginalnego wózka z wagonu 573 oraz pudła tramwaju technicznego nr 1301 |
|         | Konstal 102N   | 203             | 1969                        | 1997          | 1994/2008    | W roku 1994 odrestaurowano jeden z pozostałych wagonów 102N i nadano mu pierwotny numer 203. Wagon ten, mimo iż przeznaczony na historyczny, pojawiał się liniowo do 1997 roku.                                                                                               |
|         | Konstal 102Na  | 210             | 1970                        | 2001          | 2001         | Najstarszy tego typu wagon w Polsce, od samego początku eksploatacji posiadający ten sam numer taborowy. |
| –       | MAN B4         | 527             | 1960                        | 2002          | 2003/2018    | Używany skład z Norymbergi zakupiony przez MPK Kraków w 1994 roku. Doczepa po kilku latach postoju, ponownie odremontowana w 2018 roku. |
|         | MAN T4         | 220             | 1958                        | –             | 2004         | Dawny wagon techniczny przysłany z Norymbergi na części dla wagonów typu GT6 w 2004 roku. Dzięki zachowaniu w idealnym stanie został natychmiast przekwalifikowany na muzealny.                                                                                               |
|         | MAN T4         | 127             | 1958                        | 2002          | 2018         | Oryginalny wóz silnikowy od doczepy B4 #527 Po kilku latach postoju, wagon odrestaurowany pod koniec 2018 roku i przywrócony do ruchu. |
|         | MAN GT6        | 187             | 1962                        | 2010          | 2010         | Wagon sprowadzony w 2004 roku w miejsce skasowanego w wyniku wypadku tramwaju #187, który zachował kremową malaturę z racji bycia najstarszym wozem GT6 z Norymbergi. Jest to ostatni wóz GT6 sprowadzony do Krakowa.                                                         |
|         | Konstal 102NaD | 155             | 1970/1985                   | 1997          | 2018         | Doczepa czynna powstała w wyniku modernizacji tramwaju Konstal 102Na polegającej na usunięciu kabiny motorniczego. Kursowały one w składach z tramwajami 102Na do 1997 roku w liczbie pięciu sztuk. Jako historyczną zachowano doczepę o numerze 155.                         |

### Autobusy
| Zdjęcie | Marka                  | Numery taborowe | Rok produkcji | Rok wycofania | Rok odbudowy | Uwagi i przypisy |
| ------- | ---------------------- | --------------- | ------------- | ------------- | ------------ | --- |
|         | Durant Rugby Express L | 19              | 1929          | 1932          | 2009         | Najstarszy autobus w Polsce. Oryginalnie eksploatowany w Krakowie, a następnie dalekobieżnie na trasie Kraków-Zakopane.                                                            |
|         | San H01B               | 86              | 1958          | 1966          | 2007         | Pojazd odrestaurowany na bazie nadwozia zachowanego na lotnisku w Krośnie oraz podzespołów mechanicznych ze Stara 25.                                                              |
|         | Nysa N59M              | 28              | 1959          | 1966          | 2007         | Pojazd stylizowany na mikrobusy Nysa eksploatowane w latach 60. |
| –       | Ikarus 620.54          | 118             | 1964          | 1968          | 2017         | Pojazd z 1964 roku, nawiązujący częściowo do wyglądu serii z 1959, eksploatowanej kilka lat w Krakowie.                                                                            |
| –       | Karosa B40             | 600             | -             | -             | 2018         | Odkupiona na północy Polski, prawdopodobnie eksploatowana dawniej w jednym z oddziałów PKS. Przeznaczona do Ikarusa 620. Nigdy nie eksploatowano tego typu w Krakowie.             |
|         | Jelcz 272MEX           | 341             | 1971          | 1985          | 2002         | Autobus odrestaurowany w Jelczańskich Zakładach Samochodowych na bazie Jelcza 043.                                                                                                 |
|         | Jelcz P-01             | 608             | 1975          | 1977          | 2002         | Oryginalna krakowska przyczepa P-01. |
|         | Jelcz 021              | 549             | 1975          | 1980          | 2012         | Jedyny przegubowy autobus na bazie konstrukcji RTO w Polsce i jeden z niewielu na świecie. Odbudowany na bazie oryginalnego podwozia oraz nadwozia z dwóch zachowanych Jelczy 043. |
| –       | Nysa 522M              | 80.3'           | 1978          | 1985          | 2017         | Pojazd kupiony od jednego z kolekcjonerów. Prezentuje stan mikrobusów tego typu eksploatowanych w latach 80. XX w.                                                                 |
| –       | Ikarus 260.04          | 45151           | 1985          | 2000          | 2015         | Pojazd nauki jazdy sprowadzony z MZA Warszawa, odremontowany jako zabytkowy w związku ze złym staniem wozu nr PH118. Własność Muzeum Inżynierii Miejskiej.                         |
|         | Ikarus 280.26          | 34260           | 1988          | 2007          | 2009         | Oryginalny krakowski Ikarus 280.26 z 1988 roku. |
| –       | Ikarus 280.26          | 24575           | 1988          | –             | 2015         | Pojazd z Siedlec, pierwotnie przeznaczony na części zamienne do autobusu nr 34260, ostatecznie częściowo wyremontowany i włączony do kolekcji.                                     |
| –       | Jelcz M11              | 12240           | 1988          | 2001          | 2017         | Autobus sprowadzony z Sochaczewa z przeznaczeniem na zabytkowy i wyremontowany w 2017 roku.                                                                                        |
|         | Scania CN113ALB        | 38030           | 1996          | 2015          | -            | Pojazd zabytkowy, stopniowo przywracane są mu oryginalne elementy. |
|         | Scania CN113CLL        | 49001           | 1994          | 2018          | –            | Przeznaczony na zabytkowy. |
|         | Autosan H6-20.02       | 10108           | 1996          | 2008          | -            | Gruntownie wyremontowany w 2010 roku. |
|         | Jelcz M121MB           | DJ680           | 2003          | 2018          | –            | Przeznaczony na zabytkowy. |
|         | Solaris Urbino 12      | BU820           | 2004          | 2018          | –            | Przeznaczony na zabytkowy. |
|         | Jelcz M081MB/3         | DH381           | 2005          | 2018          | –            | Przeznaczony na zabytkowy. |
|         | Jelcz M181MB/3         | DD493           | 2007          | 2018          | –            | Przeznaczony na zabytkowy. |

### Pojazdy techniczne
| Zdjęcie | Marka              | Funkcja                        | Numery taborowe | Rok produkcji/ przebudowy | Rok wycofania     | Rok odbudowy | Uwagi i przypisy |
| ------- | ------------------ | ------------------------------ | --------------- | ------------------------- | ----------------- | ------------ | --- |
|         | Linke-Hofmann BT-1 | Holownik/ elektrowóz manewrowy | G-051           | 1901/1920                 | Lata 60. XX wieku | 2016         | Wagon wrocławski, w 1984 roku przetransportowany do Krakowa. Własność Muzeum Inżynierii Miejskiej. Pomimo technicznej oraz prawnej możliwości, tramwaj nie kursuje z wagonami pasażerskimi. |
| –       | Sanok ND           | Lora                           | 1110            | 1948 / lata 80. XX wieku  | lata 90. XX wieku | 2016         | Wagon transportowy na bazie wózka wagonu ND z pierwszej dostawy do Krakowa. Własność Muzeum Inżynierii Miejskiej.                                                                           |
| _       | Konstal N          | Pług wirnikowy                 | 1201            | 1954/1972                 | _                 | -            | Wagon techniczny, w dalszym ciągu pozostający w eksploatacji. Przewidziany na zabytkowy. |
| –       | Ikarus 280/A       | Pogotowie techniczne           | 856             | b.d.                      | 2017              | 2018         | Pojazd pogotowia technicznego na bazie pierwszego członu Ikarusa 280.26 |
| –       | Star 266           | Dźwig tramwajowy               | 43              | b.d.                      | 2016              | -            | Wycofany z regularnej służby w 2016 roku. Zaprezentowany ponownie przez MPK na otwarciu wystawy "Motohistorie".                                                                             |

## Tabor nieczynny
Tabor nieczynny obejmuje dwie grupy pojazdów. Pierwszą są pojazdy zachowane w dobrym stanie, których eksploatacja na ten moment jest niemożliwa. Druga grupa to zgromadzone wraki, które czekają na potencjalne przywrócenie do ruchu w przyszłości.

### Tramwaje
| Zdjęcie | Typ                 | Numery taborowe | Rok produkcji/ modernizacji | Rok wycofania | Rok odbudowy | Uwagi |
| ------- | ------------------- | --------------- | --------------------------- | ------------- | ------------ | --- |
|         | Tramwaj konny (PW1) | 112             | 1882/1901                   | 1917/1950     | 1950/1996    | Oryginalny wagon wąskotorowy. W 1901 przebudowany na doczepny do wagonów elektrycznych Sanok SW1. Po około 1917 roku wykorzystywany jako techniczny, w 1950 odbudowany jako zabytkowy i wykorzystywany turystycznie do 1959 na nieczynnych torowiskach. W 1996 roku ponownie wyremontowany i udostępniony zwiedzającym. Ze względu na zachowany rozstaw 900mm, wagon nie jest na chwilę obecną czynnie wykorzystywany. |
|         | Uerdigen KSW Bw     | 126B            | 1944                        | 1971          | -            | Wagon eksploatowany w Grazu w latach 1944–1971. Do 2017 roku przebywał w muzeum w Mariazell, odkupiony przez MPK Kraków z przeznaczeniem na zabytkowy. |
| –       | PKE P1D             | 388             | 1929                        | 1972          | -            | Tramwaj z Poznania. Wagon produkcji warsztatów własnych Poznańskiej Kolei Elektrycznej. W 1989 przekazany do Muzeum Inżynierii Miejskiej, oczekuje renowacji. |
| –       | Lilpop C            | 260             | 1925                        | 1959/1989     | –            | Wagon z Warszawy, w latach 1959–1989 służył jako techniczny. W 1989 przekazany do Muzeum Inżynierii Miejskiej. W 2020 roku rozstrzygnięto przetarg, w wyniku którego przeprowadzona będzie odnowa wagonu przy zachowaniu stanu nieczynnego. |
| –       | MAN PN3             | 546             | 1908                        | 1969          | -            | Oczekuje renowacji. Własność Muzeum Inżynierii Miejskiej. |
| –       | Sanok SN1           | 31              | 1912                        | 1959          | -            | Pierwszy normalnotorowy tramwaj w Krakowie. Zachowane samo pudło, bez wózka. |
| –       | KMKE SN1            | 59              | 1922                        | 1959          | -            | Wagon typu SN1 produkcji własnej Krakowskiej Miejskiej Kolei Elektrycznej. Zachowane samo pudło, bez wózka. |
|         | MAN SN3             | –               | 1908                        | –             | -            | Liczne elementy tego typu tramwajów zachowane w Krakowiei. Od 2020 roku realizowana jest odbudowa wagonu krakowskiego i norymberskiego we współpracy z Freunde der Nürnberg-Fürther Straßenbahn e.V. |
| –       | Konstal N           | 105             | 1949                        | 1988          | -            | Wagon z pierwszej dostawy wozów „N” do Krakowa, obecnie w stanie po modernizacji. Oczekuje renowacji. |
| –       | Konstal ND          | 670             | 1952                        | 1988          | -            | Wagon sprowadzony z Warszawy w 1969 roku i włączony do eksploatacji po remoncie. Oczekuje renowacji. |
|         | Konstal 4N          | -               | –                           | –             | -            | W broszurze informacyjnej, MPK Kraków zapowiedziało odbudowę wagonu typu 4N1. Obecnie w Krakowie znajdują się tramwaje tego typu z Poznania oraz ze Szczecina. |
|         | Konstal 105N        | 271+266         | 1975                        | –             | -            | W 1984 przebudowany na 105Na. Obecnie eksploatowany jako skład techniczny, przewidziany do remontu na zabytkowy. |

### Autobusy
| Zdjęcie | Marka         | Numery taborowe | Rok produkcji | Rok wycofania | Rok odbudowy | Uwagi                                                                           |
| ------- | ------------- | --------------- | ------------- | ------------- | ------------ | ------------------------------------------------------------------------------- |
|         | MAN SL200     | 16604           | 1976          | 1993          | -            | Pojazd na stanie Muzeum Inżynierii Miejskiej.                                   |
|         | Scania CR111M | 47740           | 1978          | 1995          | -            | Pojazd na stanie Muzeum Inżynierii Miejskiej.                                   |
|         | Ikarus 260.04 | PH118           | 1985          | 2000          | -            | Wrak pojazdu na stanie Muzeum Inżynierii Miejskiej, oczekuje odbudowy.          |
|         | Jelcz M11     | BC191           | 1985          | 2001          | –            | Autobus na stanie Muzeum Inżynierii Miejskiej, oczekuje odbudowy.               |
|         | Jelcz 120M    | BF304           | 1992          | 2008          | –            | Pojazd od 2008 roku garażowany, oczekuje przywrócenia do ruchu.                 |
| –       | MAN SG242     | BM700           | 1992          | 2013          | –            | Pierwszy nowy autobus kupiony za "żelazną kurtyną” w Polsce. Obecnie nieczynny. |

### Pojazdy techniczne
| Zdjęcie | Marka          | Funkcja              | Numery taborowe | Rok produkcji/ przebudowy | Rok wycofania | Rok odbudowy | Uwagi |
| ------- | -------------- | -------------------- | --------------- | ------------------------- | ------------- | ------------ | --- |
|         | Star 660D      | Dźwig tramwajowy     | 51              | b.d.                      | b.d.          | -            | Pojazd nieczynny, Pojazd na stanie Muzeum Inżynierii Miejskiej.                                                                          |
|         | Jelcz RTO      | Holownik autobusowy  | 70..7           | b.d.                      | b.d.          | -            | Pojazd nieczynny, Pojazd na stanie Muzeum Inżynierii Miejskiej. Dźwig na bazie Jelcza 272MEX.                                            |
|         | Wagon doczepny | Piaskarka            | 1108            | b.d.                      | b.d.          | -            | Wagon do posypywania peronów przystankowych piaskiem. Na bazie zestawów kołowych wagonu SN3.                                             |
|         | Wagon doczepny | Wagon z ławą skrętną | 1103            | b.d.                      | b.d.          | -            | Wagon do transportu długich elementów infrastruktury w parze z wagonem silnikowym z ławą skrętną. Na bazie zestawów kołowych wagonu SN3. |

## Inne pojazdy
Tutaj prezentowana jest lista zachowanych pojazdów o wyjątkowej wartości historycznej, których przyszłość nie jest znana. Obejmuje pojazdy odstawione i sporadycznie wykorzystywane, które ze względu na wiek bądź unikalność są interesującymi obiektami, jednak na chwilę obecną względem nich nie ma żadnych oficjalnych decyzji dotyczących zachowania, bądź kasacji.
| Zdjęcie | Marka         | Funkcja               | Numery taborowe | Rok produkcji/ przebudowy | Rok wycofania | Rok odbudowy | Uwagi |
| ------- | ------------- | --------------------- | --------------- | ------------------------- | ------------- | ------------ | --- |
| –       | Konstal N     | Szlifierka torowa     | 834             | 1954/1971                 | 2015          | -            | Pojazd techniczny będący własnością ZUE S.A.. Ustawiony jako pomnik techniczny na terenie zakładu.                                                                             |
|         | Konstal 105NT | Holownik              | 1001 (TT021)    | 1989                      | –             | –            | Pojazd techniczny na stanie MPK S.A., od dłuższego czasu niewykorzystywany. Ostatni istniejący wagon tyrystorowy typu 105NT, sprowadzony w 2007 roku z GOP.                    |
| –       | MAN GT6       | Mobilna kawiarnia     | Cafe tram       | 1962/2007                 | –             | –            | Własność Biura Podróży Jordan. Wykorzystywany jako atrakcja turystyczna. Obecnie przyszłość inicjatywy nie jest znana, z powodu problemów formalnych z wykonywaniem przewozów. |
| –       | MAN GT6       | Stacjonarna kawiarnia | 173             | 1963                      | 2011          | –            | Tramwaj ustawiony na terenie Politechniki Krakowskiej. W środku urządzona jest kawiarnia.                                                                                      |
| –       | Konstal N     | Pług wirnikowy        | 1101 (HT011)    | 1949/1978                 | –             | –            | Czynny pług na terenie Zajezdni Nowa Huta |
|         | Konstal N     | Szlifierka torowa     | 1304            | 1956/1972                 | –             | –            | Wagon odstawiony na terenie Zajezdni Nowa Huta. |
| –       | Konstal 4N    | Pasażerski            | 257             | 1959                      | 1999          | –            | Wagon pochodzący ze Szczecina, sprowadzony w 2001 roku. |
| –       | Konstal 4N    | Techniczny            | 2025            | 1958                      | b.d.          | –            | Wagon pochodzący z Poznania, sprowadzony w 2017 roku. |